# The Deceived
The Deceived is een Brits-Ierse miniserie die voor het eerst werd uitgezonden op 3 augustus 2020 op Channel 5. De serie werd op 23 oktober 2020 uitgezonden op VRT 1.

## Verhaal
Wanneer de jonge Engelse studente Ophelia valt voor haar getrouwde docent Michael, verdwijnt hij op mysterieuze wijze, ze spoort hem op en ontdekt dat zijn vrouw is omgekomen bij een brand.

## Rolverdeling
| Acteur                | Personage         |
| --------------------- | ----------------- |
| Emilie Reid           | Ophelia Marsh     |
| Emmett J. Scanlan     | Michael Callaghan |
| Catherine Walker      | Roisin Mulvery    |
| Paul Mescal           | Sean McKeogh      |
| Eleanor Methven       | Mary Mulvery      |
| Shelley Conn          | Ruth              |
| Dempsey Bovell        | Matthew           |
| Lloyd Everitt         | Richard           |
| Saffron Coomber       | Annabelle         |
| Cathy-Brennan Bradley | Sheila            |